# Japonský paleolit

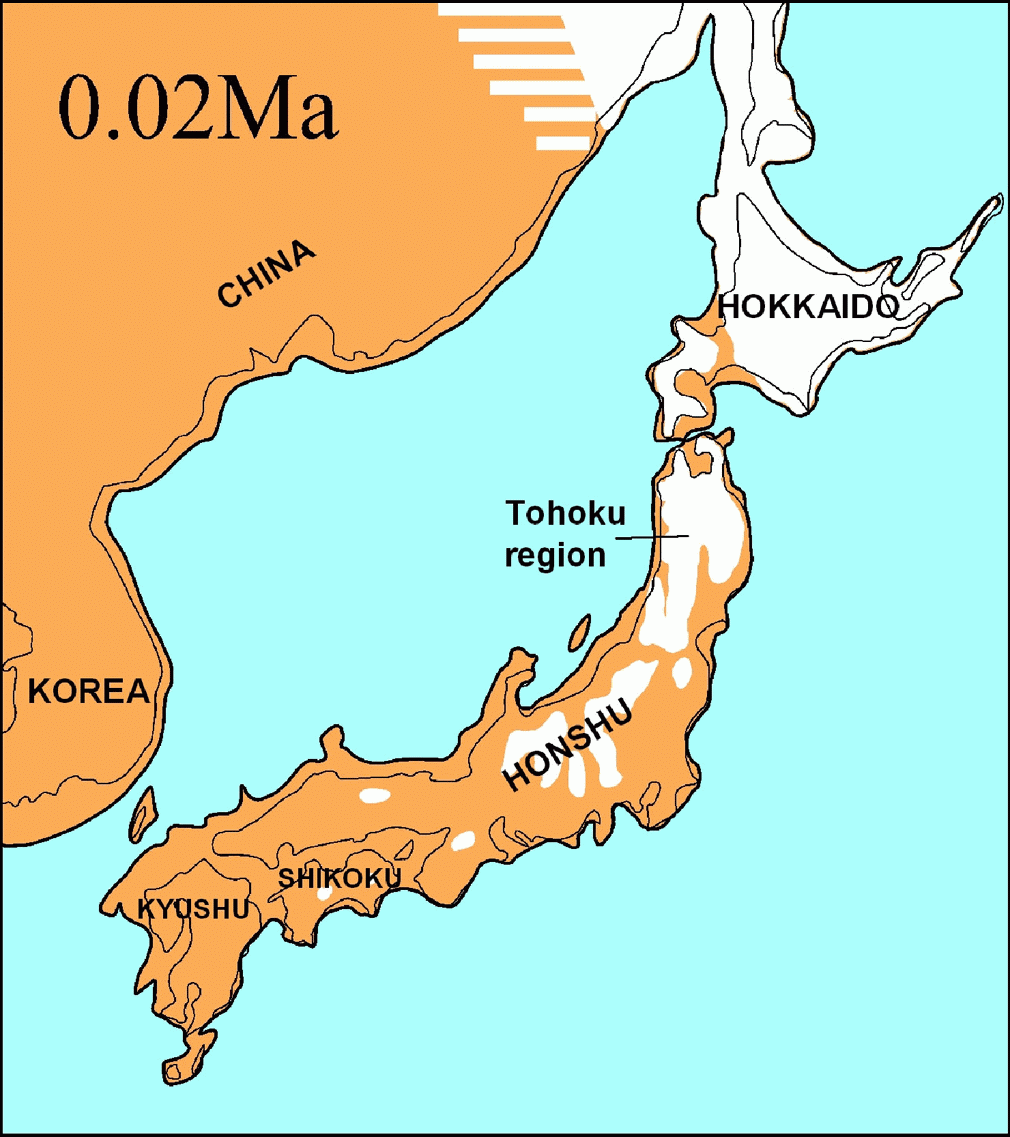
Japonsko v pozdním pleistocénu před 20 000 lety
oblasti nad hladinou moře
bez vegetace
moře
černé linie zobrazují současné Japonsko

Začátek Japonského paleolitu (japonsky: 旧石器時代, kjúsekki džidai) se datuje do období zhruba 50 000–30 000 let př. n. l., kdy byly nalezeny nejstarší kamenné nástroje a končí kolem roku 14 000 př. n. l., na konci poslední doby ledové, což odpovídá začátku období Džómon. V této době se ostrovy oddělovaly od pevniny. Kontakty s pevninou byly mezi Hokkaidem a Sibiří přes La Pérousův průliv. Na jihu z Koreje přes Cušimský průliv. Odtud sem přicházeli budoucí obyvatelé. Ti lovili mamuty, slony a vysokou zvěř. Byla zde vysoká sopečná činnost. Popel dal vzniknout úrodné půdě v nížině Kantó.
Většina vědců souhlasí s tím, že před asi 40 000 roky byly japonské ostrovy díky zamrznutí oceánu spojeny s asijskou pevninou. Z archeologických nálezů vyplývá, že mezi lety 35 000 a 30 000 př. n. l. přišli lidé druhu Homo sapiens na japonské ostrovy z východní a jihovýchodní Asie. Tito lidé byli lovci a sběrači a uměli vyrábět kamenné nástroje. Kamenné nářadí, bydliště a lidské fosilie z tohoto období byly nalezeny na všech ostrovech Japonska. Nejstarší lidské kosti byly objeveny v Hamamatsu. Radiouhlíková metoda ukázala, že fosilie jsou staré asi 14 000 až 18 000 let.
Významná naleziště: Akaši, Ušikawa, Mikabi, Hamakita, Kuzu

## Kamenné nástroje
Japonský paleolit je také jedinečný v tom, že obsahuje nejranější známé kamenné nástroje a broušené kamenné nástroje na světě z doby asi 30 000 let př. n. l., přičemž se jedná o technologii, obvykle spojenou s počátkem neolitu (před asi 12 000 lety) ve zbytku světa. Vzhledem k této jedinečnosti, období paleolitu v Japonsku přesně neodpovídá tradiční definici paleolitu založené na technologii opracovávaných kamenných nástrojů. Japonské paleolitické nástroje totiž vykazují mezolitické a neolitické rysy už v době 30 000 let př. n. l.
Není přesně známo, proč byly tyto nástroje vytvořeny v Japonsku tak brzy. Mohlo tomu však napomoci to, že se jednalo o dobu spojenu s teplejším klimatem na celém světě (před 30 000–20 000 lety), z kterého mohli mít prospěch právě Japonské ostrovy, byť jistě nejen ony. V tomto období (mezi 29 a 25 tisíci let př. n. l.) vznikla unikátní, patrně nejstarší známá keramika světa, Věstonická Venuše.

## Paleoantropologie
Paleolitická populace v Japonsku, stejně jako pozdější populace Džómonského období, je pravděpodobně příbuzná s pravěkou paleo-asijskou skupinou lidí, která zabírala velkou část Asie, než došlo k rozšíření populací charakteristických dnešních lidí Číny, Koreje a Japonska.
Stavba kostry poukazuje na mnoho podobností s jinými domorodými lidmi z asijského kontinentu. Zubní struktura patří do skupiny Sundadont, rozšířené především mezi pravěkými obyvateli jihovýchodní Asie (kde současné populace patří do skupiny Sinodont). Rysy lebky mají tendenci být silnější, s poměrně vyklenutýma očima.
Domorodé populace Ainu, dnes většinou omezeny na severním ostrově Hokkaidó, se zdají být potomky těchto paleolitických populací, a vykazují rysy, které byly v minulosti označovány jako rysy caucasoidní rasy, ale dnes jsou obecně spíše považovány za součást této rané paleolitické populace.
Genetická analýza dnešní populace není jednoznačná a uvádí značné množství genetického míšení mezi nejstarší populací v Japonsku a pozdějšími příjezdy lidí. Odhaduje se, že 10 až 20% genetické výbavy dnešní japonské populace pochází z domorodé populace Džómonského období, a zbytek pochází z pozdějších stěhování lidí z Asijského kontinentu, zejména z období Jajoi.

## Archeologické nálezy
Studie období paleolitu v Japonsku nebyla zahájena až donedávna – první paleolitické naleziště bylo objeveno až po skončení druhé světové války. Vzhledem k dřívějšímu předpokladu, že lidé v Japonsku nežili před obdobím Džómon, vykopávky obvykle končily na začátku Džómonské vrstvy litosféry (14 000 let př. n. l.) a nepokračovalo se hlouběji. Od prvního paleolitického nálezu, učiněného Tadahirem Aizawem, bylo nalezeno kolem 5000 dalších paleolitických nalezišť, některé z nich na stávajících Džómonských archeologických nalezištích.
Studium japonského paleolitu se vyznačuje vysokou úrovní stratigrafických informací v důsledku sopečné povahy souostroví. Velké erupce inklinují k pokrytí ostrovů vrstvou popela, která je snadno datovatelná a lze ji nalézt po celé zemi. Důležitou vrstvou popela je vrstva z erupce sopky Aira-Tanzawa, která pokryla celé Japonsko zhruba před 21 000–22 000 lety.